# Louisiana (Nová Francie)
Louisiana byla územně-správní součást francouzské kolonie Nová Francie. Toto území, které bylo pod správou Francouzů po většinu 17. a 18. století, neslo své pojmenování po francouzském králi Ludvíku XIV. Poprvé toto pojmenování použil francouzský objevitel Cavelier de La Salle. Zaujímala většinu hydrografického povodí největší severoamerické řeky Mississippi. Přibližné geografické vymezení Louisiany je: na severu Velká jezera, na jihu Mexický záliv, na západě Skalnaté hory a na východě Apalačské pohoří. Louisiana byla rozdělena do dvou regionů „Dolní Louisiana“ a „Horní Louisiana“, přírodní hranice mezi těmito správními jednotkami byla řeka Arkansas. Jeden z dnešních států USA – Louisiana – nese své jméno po tomto historickém regionu, ale rozlohou zaujímá pouze malou část původní Louisiany ovládané Francouzi.
Louisiana se rozvíjela velmi pomalu kvůli nedostatku financí a lidských zdrojů a zároveň i kvůli velkým vzdálenostem. Prohra Francie v sedmileté válce (její část odehrávající se na severoamerickém kontinentu je známa jako Francouzsko-indiánská válka) ukončené Pařížskou smlouvou v roce 1763 znamenala pro Francouze ztrátu kontroly nad Louisianou. Pařížská smlouva mj. přikazovala předat území východně od řeky Mississippi do rukou Velké Británie, na západ od řeky bylo území přiděleno Španělsku, které nově nabyté území začlenilo do svého místokrálovství Nové Španělsko. Francie obnovila svoji svrchovanost nad západní částí Louisiany v roce 1800, ovšem již v roce 1803 ji Napoleon Bonaparte prodal Spojeným státům americkým (viz Koupě Louisiany), čímž definitivně skončila francouzská vláda na tomto rozlehlém území.
Nejsevernější část Louisiany byla v roce 1818 přenechána Spojenými státy Velké Británii. Toto území se nacházelo nad 49. rovnoběžkou severní šířky a dnes je součástí kanadských provincií Alberta a Saskatchewan. Na území dnešních USA se Louisiana rozkládala přes celé státy Iowa, Missouri, Arkansas, Oklahoma, Kansas, Nebraska, Jižní Dakota a na částech států Montana, Severní Dakota, Minnesota, Louisiana, Texas, Nové Mexiko, Colorado a Wyoming.

## Geografie

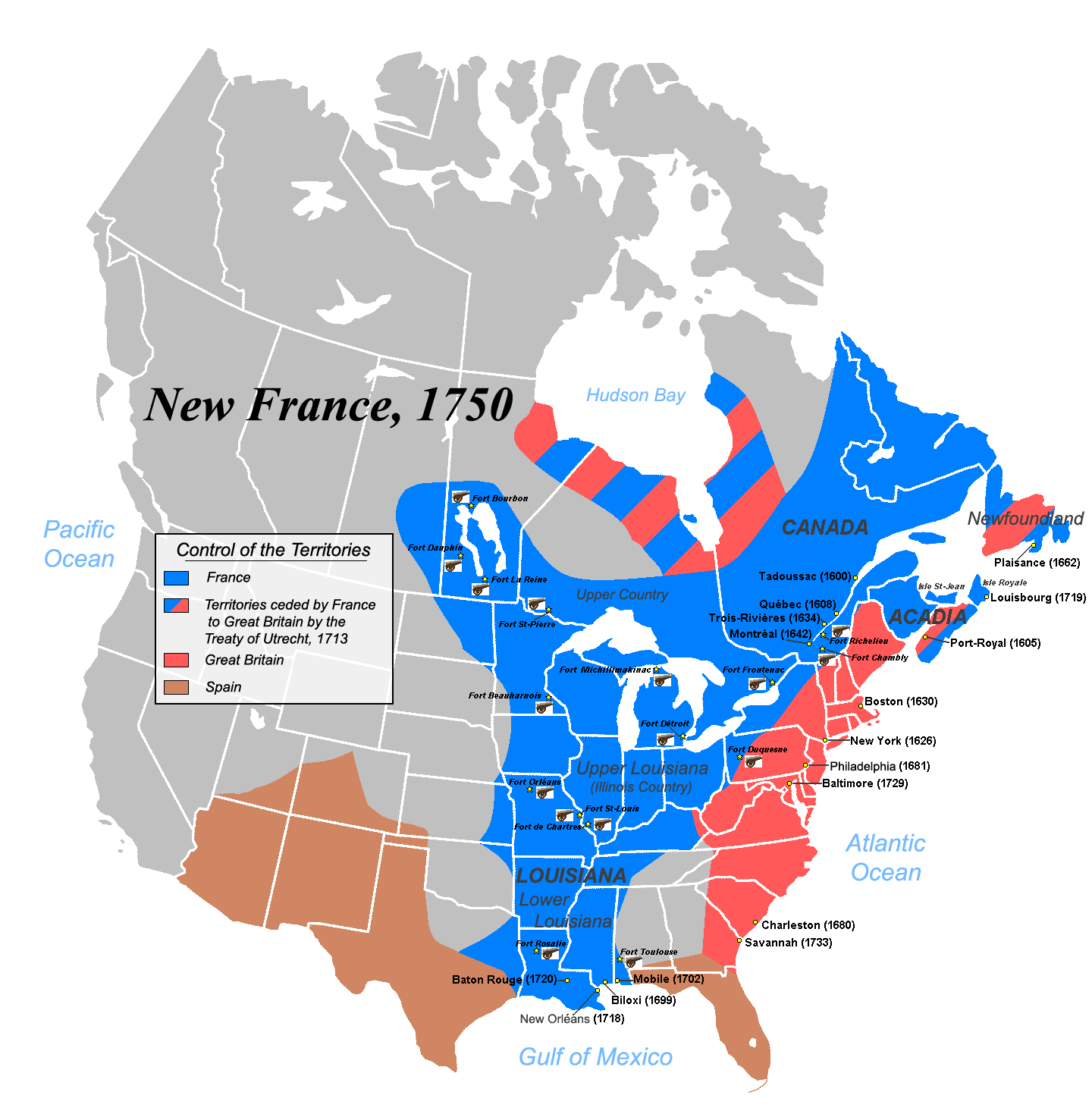
Nová Francie okolo roku 1750 (modře)
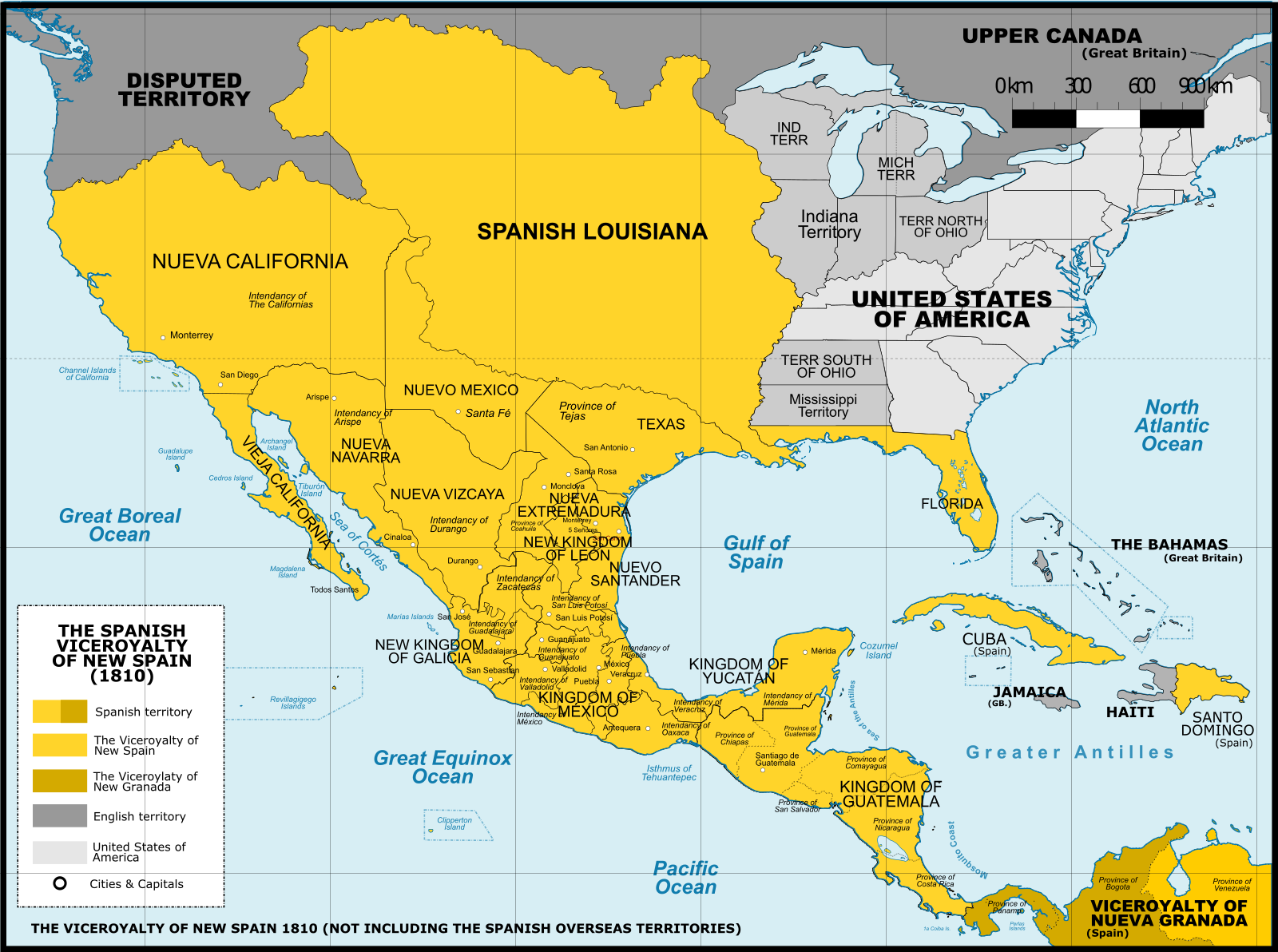
Nové Španělsko po přičlenění západní části Louisiany po Pařížské smlouvě.
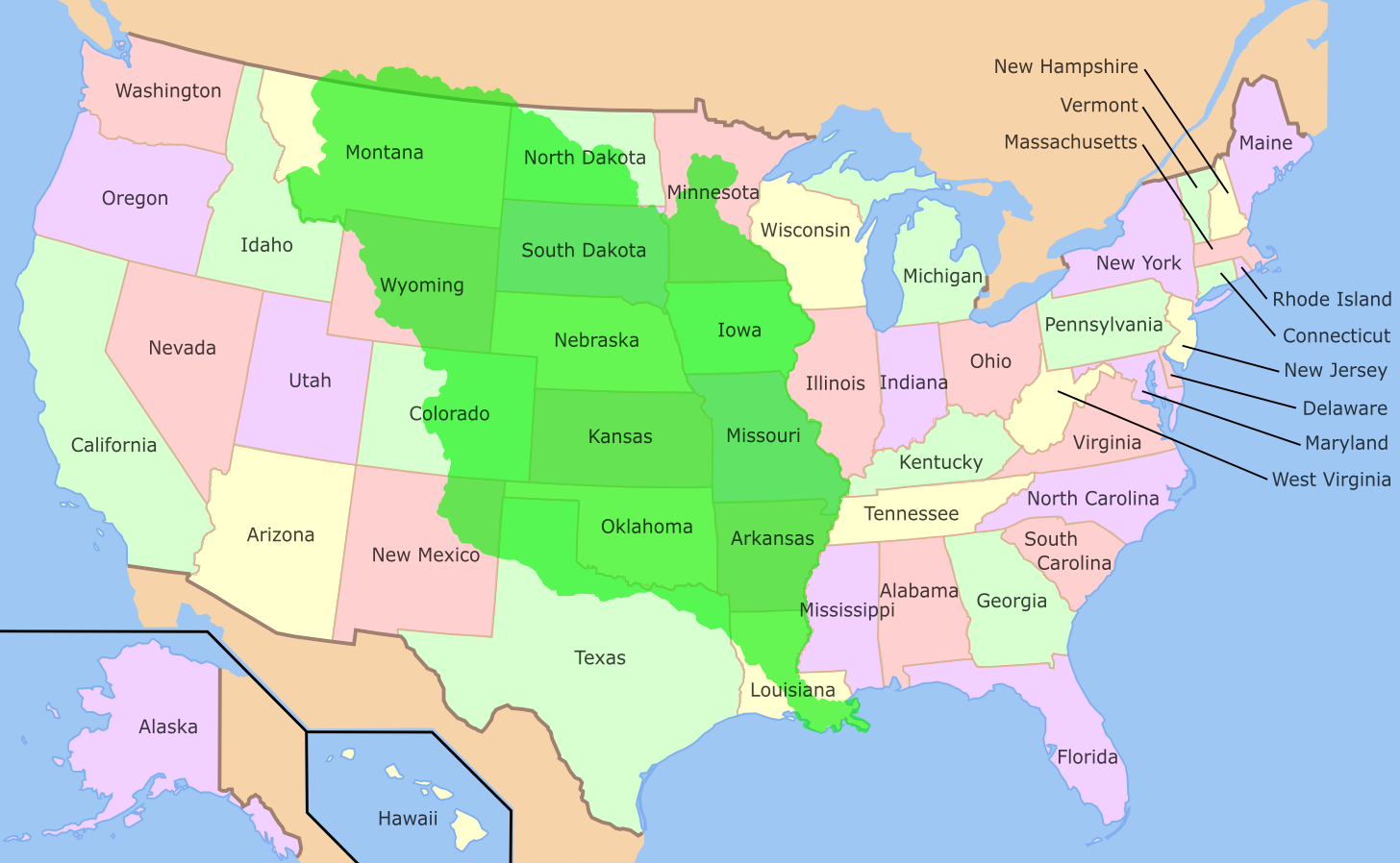
Území koupené Spojenými státy v roce 1803 (zeleně)

## Historické milníky
- 1673 – Louis Jolliet a Jacques Marquette začínají prozkoumávat tok řeky Mississippi
- 1682 – René Robert Cavelier de La Salle doplul po proudu řeky až k ústí Mississippi.
- 1699 – Pierre Le Moyne d'Iberville prozkoumává břehy řeky.
- 1701 – Antoine de Lamothe-Cadillac zakládá město Detroit.
- 1717 – oficiální začátek obchodování s otroky v Louisianě
- 1718 – založení La Nouvelle-Orléans (New Orleans)
- 1723 – La Nouvelle-Orléans se stává oficiálním hlavním městem francouzské kolonie Louisiana
- 1763 – Pařížská smlouva, Francie ztrácí Louisianu ve prospěch Španělska[1]
- 1764 – založení města St. Louis
- 1779 – založení města Chicago
- 1800 – Francie přebírá správu západní části Louisiany zpět od Španělska
- 1803 – Napoleon Bonaparte prodává Louisianu Spojeným státům